# Ochthera argyrata
Ochthera argyrata är en tvåvingeart som beskrevs av Wirth 1955. Ochthera argyrata ingår i släktet Ochthera och familjen vattenflugor.
Artens utbredningsområde är Tanzania. Inga underarter finns listade i Catalogue of Life.